# Powiśle (Warszawa)

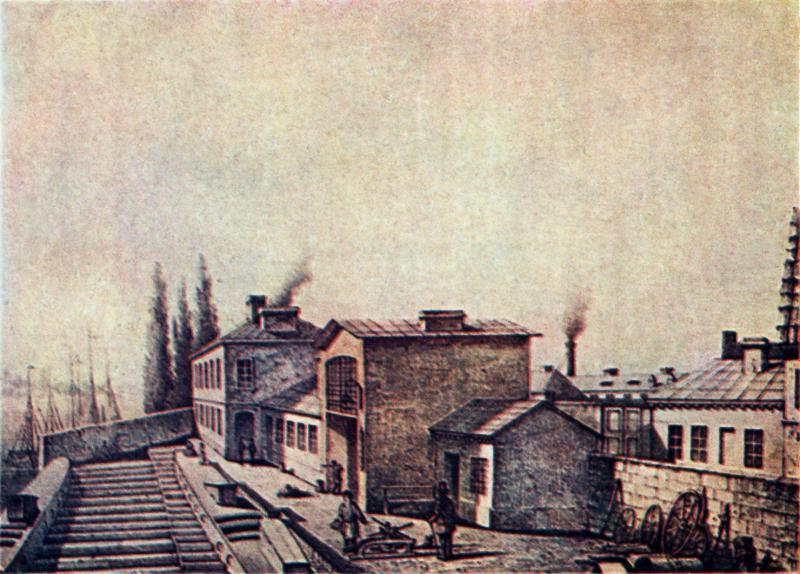
Warsztaty Żeglugi Parowej na Solcu, XIX w.

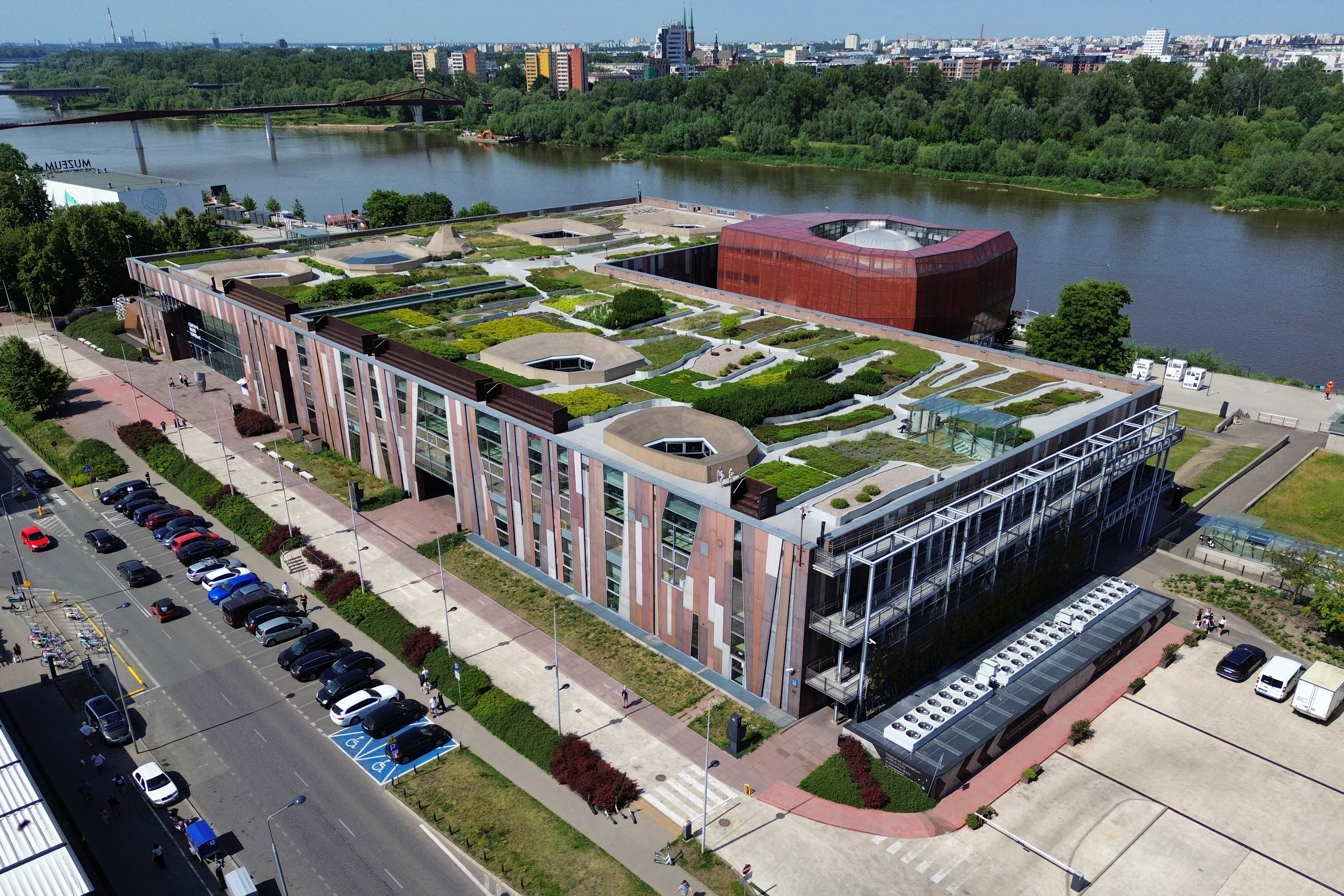
Centrum Nauki Kopernik

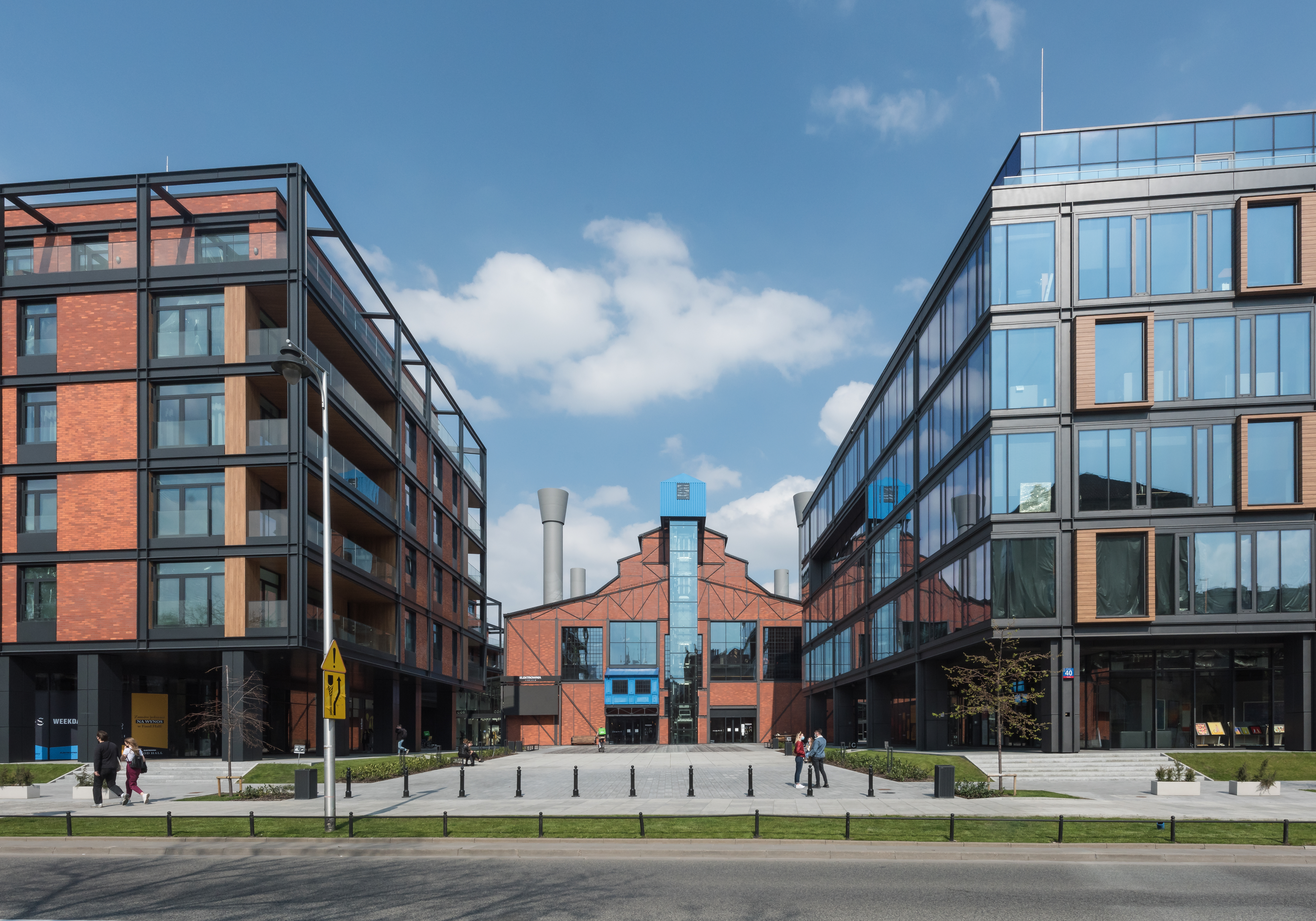
Kompleks Elektrownia Powiśle na terenie dawnej Elektrowni Warszawskiej

Powiśle – osiedle i obszar MSI w dzielnicy Śródmieście w Warszawie. Od południa graniczy z Solcem, od północy ze Starym Miastem, od zachodu ze Śródmieściem Północnym i Południowym, a wschodnią granicę wyznacza Wisła.

## Historia
Historyczne osiedle Powiśle składa się z Solca, Powiśla właściwego i Mariensztatu.

### Solec
Dzisiejsze granice Solca wyznaczają: wiadukt mostu średnicowego, park Marszałka Edwarda Rydza-Śmigłego (dawniej Centralny Park Kultury), ul. Myśliwiecka, ul. Łazienkowska i wybrzeże Wisły.

### Powiśle
Na początku XIX wieku Powiśle było główną dzielnicą przemysłową  Warszawy. Od końca lat 70. XIX wieku zakłady przemysłowe zaczęły być jednak stamtąd przenoszone na tereny położone blisko linii kolejowych, głównie na Wolę i Pragę.
W 1830 roku przy ul. Czerniakowskiej nr hipoteczny 3001 znajdował się browar Weissa na Solcu co odpowiada we współczesnej numeracji nr 189, na nieistniejącym rogu z wytyczoną w 1868 ulicą Fabryczną. Podpalenie browaru Weissa 29 listopada 1830 przez pchor. Wiktora Tylskiego było sygnałem do wybuchu powstania listopadowego.
Powiśle, jak większa część Warszawy, zostało w większości zniszczone podczas II wojny światowej, po stłumieniu powstania warszawskiego przez Niemców. Po wojnie sukcesywnie odbudowywano dzielnicę, stawiając kilka ciekawych pod względem architektonicznym bloków. Jednak trzy z nich, tzw. "iksy", szczególnie wyróżniają się swoją architekturą.
Granice Powiśla właściwego (pomiędzy Solcem i Mariensztatem) wyznaczają: ul. Karowa, skarpa pomiędzy Powiślem i Traktem Królewskim, wiadukt mostu średnicowego i wybrzeże Wisły.

### Mariensztat
Granice Mariensztatu wyznaczają: ul. Karowa, wybrzeże Wisły, ul. Nowy Zjazd i skarpa. Mariensztat kończy się w połowie ul. Bednarskiej, łączącej go z Krakowskim Przedmieściem.

## Infrastruktura drogowa i kolejowa
W okresie międzywojennym przez Powiśle przechodziła linia tramwajowa, którą zlikwidowano po II wojnie światowej.
Od Dworca Gdańskiego do Elektrowni Warszwskiej, nabrzeżem Wisły, biegły tory kolejowe, którymi dowożono węgiel. Zniszczenia wojenne pozwoliły bez większych problemów wkomponować w plany zagospodarowania terenu dwa duże przedsięwzięcia drogowe. Wybrzeżem Wisły, przez Powiśle przebiega Wisłostrada, będąca główną drogą wylotową na Gdańsk i jedną z dwóch (obecnie) dróg przelotowych przez stolicę, w kierunku północ-południe. Drugi projekt drogowy, przebiegający przez Powiśle, to Trasa Łazienkowska, będąca częścią tzw. małej (wewnętrznej, dotychczas niedokończonej) obwodnicy Warszawy. Za to przedsięwzięciem lokalnym jest most Świętokrzyski, który zastąpił, prowizorycznie postawiony przez wojsko, most Syreny. Most ten, pomimo celowego braku połączenia z Wisłostradą, nadal utrzymuje duży ruch uliczny w tej części Powiśla.
Na Powiślu znajduje się przystanek kolejowy Warszawa Powiśle, obsługujący kolej podmiejską. Po jego zachodniej stronie znajduje się wschodni wylot tunelu średnicowego. W okolicy skrzyżowania ulic Wybrzeże Kościuszkowskie i Tamka znajduje się stacja II linii warszawskiego metra nazwana Centrum Nauki Kopernik.